# Methow (Washington)
Methow (ˈmɛt.haʊ) ist ein gemeindefreies Gebiet im Okanogan County im US-Bundesstaat Washington. Zum United States Census 2020 lebten hier 92 Einwohner.

## Geschichte
Methow wurde 1889 von W. A. Bolinger gegründet, als dieser seinen Laden von der früheren Bergarbeiter-Boom-Town am Squaw Creek (etwa vier Meilen – 6,4 km – südlich) hierher verlegte. Es ist nach den Methow benannt, einem Stamm der Binnen-Salish, die in dem Gebiet lebten. Der Name „Methow“ selbst stammt aus dem Okanagan (/mətxʷú/) und bedeutet „Sonnenblume(nsamen)“. Das gemeindefreie Gebiet hat sein(e) eigene(s) Gemeindezentrum, Postamt, Feuerwache, Kirche, Wasserversorgung und zwei Parks. Der Methow Store, ursprünglich von W. A. Bolinger gebaut, wird wie auch das Restaurant seit 2009 nicht mehr betrieben. Der Ort ist einer der Haupt-Startpunkte für Rafting auf dem Methow River.

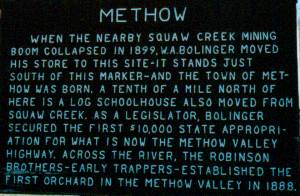
Historische Tafel in Methow (Washington)

Der originale Methow Store liegt direkt an der Washington State Route 153. Genau gegenüber auf der anderen Straßenseite befindet sich ein großes historisches steinernes Wohnhaus, das von der Familie Bolinger erbaut wurde. Der kleine Ort beherbergt auch zwei alte Schulbauten mit jeweils einem Klassenzimmer. Eines davon befindet sich genau nördlich des Methow Store; die meisten Leute nehmen es als „die alte Holzhütte“ wahr. Das andere Schulgebäude wird heute als Gemeindezentrum genutzt. Die Kirche in Methow wurde vor über einhundert Jahren gebaut. Die Einwohnerzahl von Methow ist über die letzten Jahrzehnte konstant bei etwa 50 geblieben. Die Bevölkerung im umgebenden Methow Valley hat in den letzten beiden Jahrzehnten signifikant zugenommen.

## Geographie

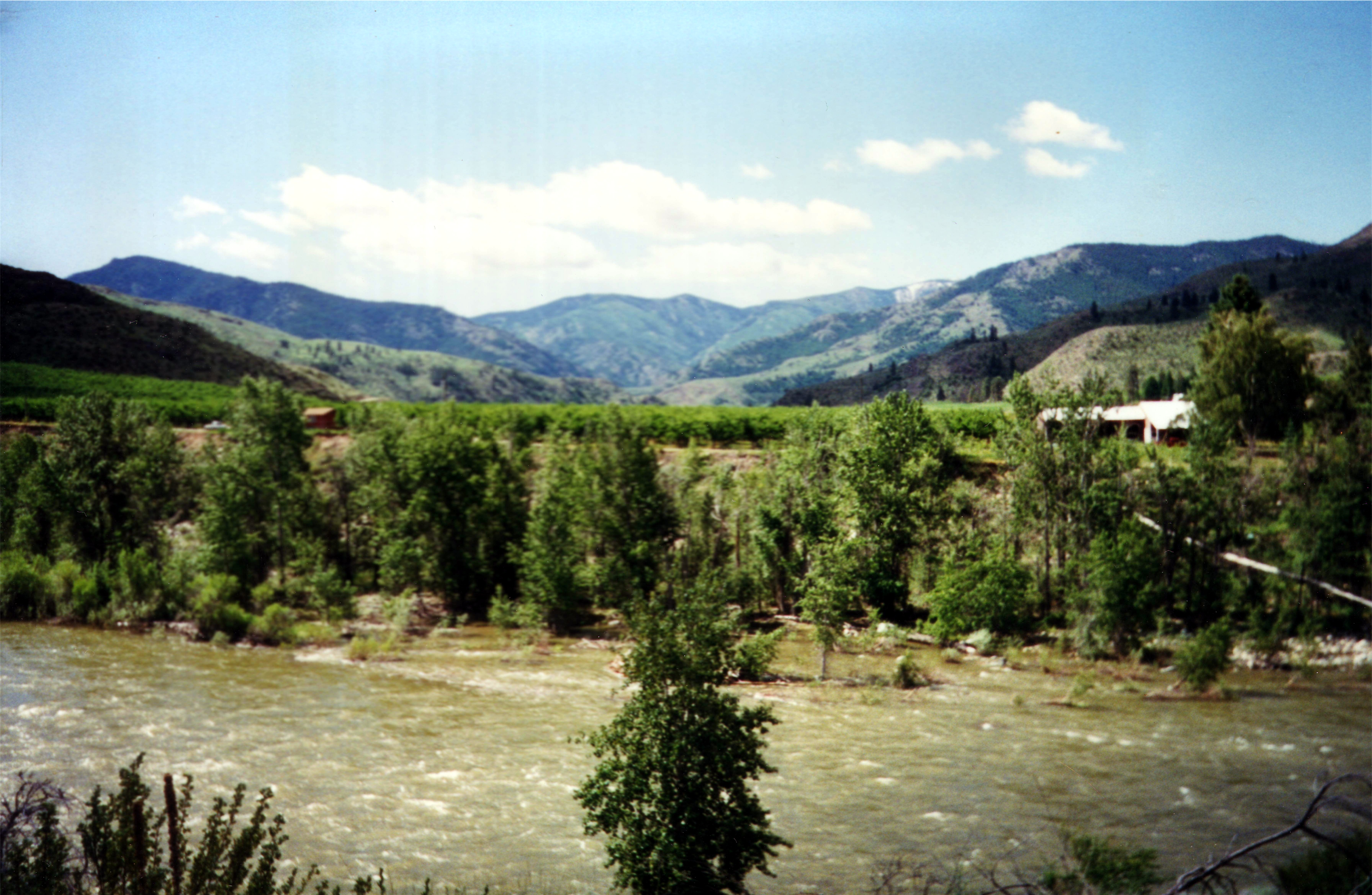
Ansicht von Methow von Süden

Methow liegt am Methow River, etwa 21 km stromauf von der Mündung des Methow River in den Columbia River im Okanogan County in Washington. Es liegt in 352 Metern Höhe in den Ausläufern der Kaskadenkette.

### Klima
Die Klima-Region, in der Methow liegt, ist gekennzeichnet durch große saisonale Temperaturdifferenzen mit warmen bis heißen (und oft feuchten) Sommern und kalten (teilweise extrem kalten) Wintern. Nach der Klimaklassifikation nach Köppen und Geiger handelt es sich um ein feuchtes Kontinentalklima (abgekürzt „Dsb“).
|                        | Jan    | Feb    | Mär    | Apr   | Mai   | Jun   | Jul   | Aug   | Sep   | Okt    | Nov    | Dez    |   |        |
| Mittl. Temperatur (°C) | −5,61  | −0,64  | 3,67   | 8,86  | 13,83 | 18,58 | 21,78 | 21,19 | 16,56 | 8,75   | 1,44   | −3,69  | ⌀ | 8,8    |
| Mittl. Tagesmax. (°C)  | 13,89  | 20,56  | 24,44  | 30,56 | 37,78 | 40,56 | 41,67 | 40,56 | 38,89 | 31,11  | 22,22  | 11,67  | ⌀ | 29,5   |
| Mittl. Tagesmin. (°C)  | −28,89 | −26,11 | −17,78 | −6,11 | −3,89 | 0,56  | 1,67  | 1,67  | −4,44 | −16,67 | −27,22 | −29,44 | ⌀ | −13    |
|                        |        |        |        |       |       |       |       |       |       |        |        |        |   |        |
| Niederschlag (mm)      | 37,59  | 32,26  | 31,24  | 19,05 | 29,72 | 21,34 | 12,95 | 13,21 | 13,72 | 19,05  | 43,43  | 49,02  | Σ | 322,58 |
|                        |        |        |        |       |       |       |       |       |       |        |        |        |   |        |
| Regentage (d)          | 6      | 5      | 6      | 4     | 6     | 5     | 3     | 3     | 3     | 4      | 7      | 8      | Σ | 60     |

| −28,89 |

| −26,11 |

| −17,78 |

| −6,11 |

| −3,89 |

| 0,56 |

| 1,67 |

| 1,67 |

| −4,44 |

| −16,67 |

| −27,22 |

| −29,44 |

| −28,89 |

| −26,11 |

| −17,78 |

| −6,11 |

| −3,89 |

| 0,56 |

| 1,67 |

| 1,67 |

| −4,44 |

| −16,67 |

| −27,22 |

| −29,44 |